# Sandro Pastorelli
Sandro Pastorelli (ur. 7 grudnia 1951 w Castelmassa, zm. 13 czerwca 2003 w Bergantino) – włoski żużlowiec.

## Życiorys
Sport żużlowy uprawiał w latach 1968–1979. Czterokrotny zdobył brązowe medale indywidualnych mistrzostw Włoch (1974, 1975, 1976, 1977). Wielokrotnie reprezentował Włochy na arenie międzynarodowej. Uczestniczył w półfinale światowym mistrzostw świata par (Krško 1974 – VII miejsce), w eliminacjach drużynowych mistrzostw świata (m.in. w półfinale kontynentalnym, Abensberg 1978 – IV miejsce) oraz eliminacjach indywidualnych mistrzostw świata (najlepszy wynik: Miszkolc 1978 – IX miejsce w ćwierćfinale kontynentalnym). 
Od 1980 r. pracował w strukturach Włoskiej Federacji Motocyklowej, najpierw jako komisarz techniczny, a następnie komisarz międzynarodowy.
Zmarł tragicznie w wyniku wypadku, któremu uległ 13 czerwca 2003 w Bergantino podczas prac torowych (został przygnieciony przez ciągnik rolniczy).
Z racji posiadania rudych włosów, nazywany był przez przyjaciół i rywali z toru „czerwonym dzięciołem”. Był ceniony za pogodny charakter, uczciwość, kompetencje oraz pełne oddanie sportowi żużlowemu.